# وندلين فان درانان
وندلين فان درانان (بالإنجليزية: Wendelin Van Draanen)‏‏ (6 يناير 1965 في شيكاغو - ) كاتِبة، وكاتبة للأطفال، وروائية من الولايات المتحدة.

## الجوائز
- جائزة إدغار

## روابط خارجية
- وندلين فان درانان على موقع IMDb (الإنجليزية)
- وندلين فان درانان على موقع قاعدة بيانات الفيلم (الإنجليزية)